# Mannophryne leonardoi
Mannophryne leonardoi är en groddjursart som beskrevs av Manzanilla, La Marca, Jowers, Sánchez och Mario García-París 2007. Mannophryne leonardoi ingår i släktet Mannophryne och familjen Aromobatidae. IUCN kategoriserar arten globalt som starkt hotad. Inga underarter finns listade i Catalogue of Life.